# مروی (سودان)
مروی (به عربی: مروی) یک منطقهٔ مسکونی در سودان است که در شمالیه واقع شده‌است.